# Bursard

Bursard este o comună în departamentul Orne, Franța. În 1 ianuarie 2022 avea o populație de 200 de locuitori.